# كيوكو كيمورا
كيوكو كيمورا (باليابانية: 木村響子؛ بالكانا: きむら きょうこ) هي مصارعة محترفة يابانية، ولدت في 19 مارس 1977 في يوكوهاما في اليابان.

## وصلات خارجية
- كيوكو كيمورا على موقع شيردوغ (الإنجليزية)
- كيوكو كيمورا على موقع WrestlingData.com (الإنجليزية)
- كيوكو كيمورا على موقع CageMatch worker (الإنجليزية)
- كيوكو كيمورا على موقع قاعدة بيانات المصارعة على الإنترنت (الإنجليزية)
- كيوكو كيمورا على موقع IMDb (الإنجليزية)